# Amadeo II de Montfaucon
AmadeoII de Montfaucon (1130–1195) fue conde de Montbéliard y señor de Montfaucon de 1163 hasta su muerte. Fue hijo de Ricard II, señor de Montfaucon y de Sophia de Montbéliard († 1148).  De su padre heredó la señoría de Montfaucon.  A la muerte de su abuelo materno, Dietrich II de Montbéliard, en 1163, heredó  de este el condado de Montbéliard.

## Descendencia

Escudo de Amadeo de Montfaucon

Se casó (posiblemente en el segundas nupcias) con Beatrix de Grandson y más tarde con Osilie de Faucogney. Tuvo varias hijas y dos hijos.
- Inés de Montfaucon, se casó hacia 1166 con Erardo II de Brienne.
- Ricardo III, que sucedió a su padre como conde de Montbéliard y señor de Montfaucon después de su muerte.
- Gualterio (¿? - 1212), fue cruzado en Tierra Santa e hizo carrera allá como condestable de Jerusalén y regente del Reino de Chipre (1206-1210).

Amadeo se opuso al cuarto hijo del emperador, el conde palatino Otón I de Borgoña, que quería extender su poder a las posesiones de Amadeo en Alsacia. En un juicio con Otón en la primavera de 1195 fue asesinado por su propia mano.